# لیلا آدامیان

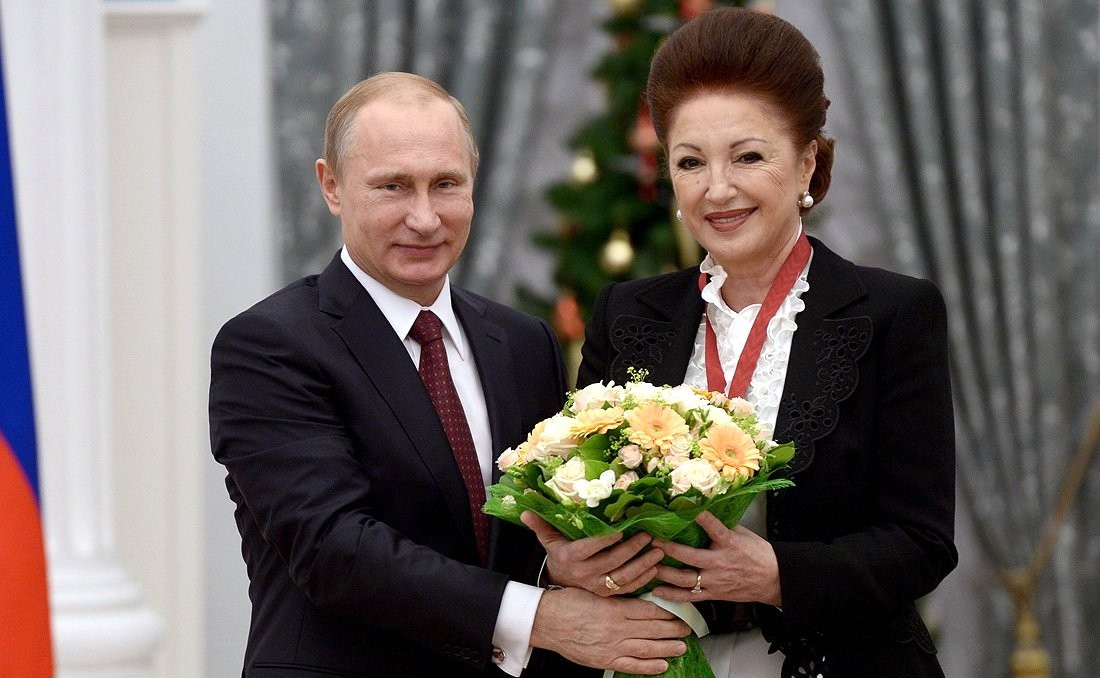

لیلا ولایمیری آدامیان (ارمنی: Լեյլա Վլադիմիրի Ադամյան؛ زادهٔ ۲۰ ژانویهٔ ۱۹۴۹ در تفلیس) یک پزشک اهل ارمنستان است. وی از سال ۲۰۱۳ عضو آکادمی علوم روسیه می‌باشد.